# Thadée Gabrielli
Thadée Gabrielli, né le 7 août 1856, à Tralonca (Corse) et mort le 10 avril 1940 à Compiègne (Oise), est un homme politique français.

## Biographie
Avocat à Bastia puis à Corte, il entre dans la magistrature en 1892, comme procureur à Sartène, puis à Ajaccio et comme avocat général à la cour d'Appel de Bastia. Conseiller général du canton de Sermano en 1886, il est député de la Corse de 1902 à 1909, inscrit au groupe de l'Union démocratique et sénateur de la Corse de 1909 à 1920, inscrit au groupe de la Gauche démocratique. Il se consacre surtout à la défense des intérêts de la Corse. Quelques semaines avant la fin de son mandat de sénateur, il réintègre la magistrature comme juge au tribunal civil de la Seine. Il prend sa retraite en 1926.

## Sources
- « Thadée Gabrielli », dans le Dictionnaire des parlementaires français (1889-1940), sous la direction de Jean Jolly, PUF, 1960 [détail de l’édition]

1. ↑  « GABRIELLI Thadée », sur Site du Sénat (consulté le 3 décembre 2015)
2. ↑  La base de données des députés français depuis 1789 donne comme date de naissance le « 08/08/1856 » mais indique le 7 août 1856 dans sa biographie extraite du Dictionnaire des parlementaires français de 1889 à 1940 (Jean Jolly)